# Bereznîkî, Ratne
Bereznîkî (în ucraineană Березники) este un sat în comuna Samarî-Orihovi din raionul Ratne, regiunea Volînia, Ucraina.

## Demografie
Componența lingvistică a localității Bereznîkî
     Ucraineană (99,19%)
     Alte limbi (0,81%)
Conform recensământului din 2001, majoritatea populației localității Bereznîkî era vorbitoare de ucraineană (99,19%), existând în minoritate și vorbitori de alte limbi.